# Medvednica
Die Medvednica, der Bärenberg (kroat. medvjed bzw. medved in lokaler Mundart = Bär), ist ein kleiner Gebirgszug, der die kroatische Hauptstadt Zagreb vom nördlich angrenzenden Gebiet des Hrvatsko Zagorje trennt. Er wird auch Zagrebačka gora (Bergland von Zagreb) genannt. 
Der Naturpark Medvednica umfasst mit 228 km² einen großen Teil dieser Bergregion, von der 64 Prozent bewaldet sind (vor allem Sommer- und Steineichen, Buchen, Tannen). Verschärfte Schutzmaßnahmen gelten für einzelne Waldreservate, Ökosysteme und geologische Formationen innerhalb des Naturparks. Der Kern des Gebirges besteht aus Grünschiefer aus dem Paläozoikum, in niedrigeren Lagen finden sich auch jüngere Gesteinsschichten aus dem Mesozoikum und Tertiär. 
Die Medvednica ist ein sehr beliebtes Naherholungsziel der Zagreber Bevölkerung, da es vom Stadtzentrum in kurzer Zeit zu erreichen ist. Die großteils noch intakte Natur und abwechslungsreiche Landschaft ist durch viele Wanderwege und Berghütten erschlossen. Im Winter ist sie ein beliebtes Skigebiet mit mehreren Abfahrten und Liftanlagen – das am besten ausgestattete in Nordkroatien. Einige Schlitten-Abfahrtstrecken gibt es schon seit langer Zeit.
Etwa auf halber Höhe des Bergmassivs befindet sich die mittelalterliche Burg Medvedgrad mit einer offiziellen Gedenkstätte für die Opfer der Kriege. Sehenswert ist auch die Veternica-Höhle im südwestlichen Teil, die bereits in vorgeschichtlicher Zeit besiedelt war. Seit 1209 ist der Name Mons Ursi (lat. „Bärenberg“) überliefert.
Der höchste Punkt der Medvednica ist das Sljeme (1032 m), wo sich auch zahlreiche Sendeanlagen, ein Berghotel und Schutzhütten befinden. Der Berg kann von Zagreb aus mit einer Seilbahn der ZET oder auf einer Straße erreicht werden. 1870 errichtete man hier eine hölzerne Aussichtswarte, die erste in Kroatien. Heute dient eine Plattform auf dem Fernsehturm diesem Zweck.
Im Januar 2005 fand hier der erste Damen-Weltcup-Slalom Kroatiens statt, zu Ehren der äußerst erfolgreichen Skifahrerin Janica Kostelić. Seitdem wird die so genannte Snow Queen Trophy jeden Winter ausgetragen, wobei seit 2008 auch Slaloms der Herren durchgeführt werden.